# یواس‌اس انکاس (وای‌تی-۲۴۲)
یواس‌اس انکاس (وای‌تی-۲۴۲) (به انگلیسی: USS Uncas (YT-242)) یک کشتی بود که طول آن ۱۰۰ فوت (۳۰ متر) بود.